# Miguel Santiago Marienhoff

Miguel Santiago Marienhoff (Buenos Aires, 5 de agosto de 1903 - Buenos Aires, 20 de marzo de 1998) fue un reconocido jurista, profesor y académico, considerado uno de los padres del derecho administrativo argentino. Era hijo del ingeniero Julio N. Marienhoff y de Sofía Pavlovsky.-
Autor de numerosas obras jurídicas, artículos y aportes académicos, su Tratado de Derecho Administrativo es considerado de consulta y referencia obligada en la materia. Marienhoff fue asimismo autor de relevante legislación sobre derecho administrativo (como ser la Ley de Procedimiento Administrativo de la Provincia de La Pampa y su decreto reglamentario, y el Código Procesal Contencioso Administrativo de la misma provincia), coautor (como en el caso del anteproyecto de la Ley Nacional de Expropiaciones), o bien clara influencia doctrinaria (como en el caso de la Ley Nacional de Procedimientos Administrativos).
En cuanto a la función pública, se destaca que fue procurador del Tesoro de la Nación, conjuez de la Corte Suprema de Justicia de la Nación y designado para integrar la Corte Permanente de Arbitraje Internacional de La Haya.

## Formación y actividad académica
Se graduó de abogado en la Universidad de La Plata en 1927. En 1937 publicó "Derecho de aguas", estudio crítico y de legislación comparada del anteproyecto de Código Civil de Bibiloni en lo referente a esa materia. En 1939, Marienhoff se doctoró en la Universidad de Buenos Aires, con su tesis, de 800 páginas, sobre "Régimen y legislación de las aguas públicas y privadas".
En 1941, fue nombrado profesor adjunto de Derecho Administrativo en la Universidad Nacional de La Plata, de la que sería luego profesor asociado consulto y miembro del consejo superior. Fue también profesor asociado consulto en la Universidad de Buenos Aires.
Su libro "Dominio público, protección jurídica del usuario", de 1956, abrió paso a su "Tratado del dominio público", de 1961, obra de consulta obligada en esa materia. Similar importancia adquiriría después su "Tratado de derecho administrativo", publicado en 1966, que se sumó a otros libros de interés, como "Condición jurídico legal del viento" y "Caducidad y revocación de la concesión de servicios públicos".
En 1962 y 1963, se desempeñó como procurador del Tesoro de la Nación. En 1966, se integró a la Academia Nacional de Derecho de Buenos Aires. En el acto de incorporación pública, hizo notar la influencia que debe reconocérsele a la voluntad del administrado, el individuo particular, en la formación de los actos administrativos.
Integró asimismo las academias nacionales de Ciencias Morales y Políticas y de Ciencias de Buenos Aires. Presidió esta última hasta comienzos de 1989. Fue también fundador y primer presidente del Colegio de Abogados de Santa Cruz y Tierra del Fuego, vicepresidente de la Asociación Argentina de Ciencias Políticas y conjuez de la Corte Suprema de Justicia. Redactó proyectos de códigos de aguas para Mendoza y Corrientes.
Recibió numerosas distinciones, entre ellas, por su investigación científica el Premio Bunge y Born en 1968. Pensaba que el jurista debe trabajar en su gabinete con la mente puesta en la calle y que no es posible elaborar fórmulas de derecho con prescindencia del mundo real.
En el desempeño de la cátedra universitaria sostuvo que "el papel del Estado no es otro que el de hacer felices a sus habitantes, cabiéndole al Derecho -que es y pertenece a las ciencias- el fundamento de la paz y el orden".
El doctor Marienhoff conoció el dolor perdurable de su familia, por la pérdida de tres hermanos, Sergio, Wladimiro y Alexis, todos adolescentes, en el terremoto de 1920 en la provincia de Mendoza, sin embargo, supo con su talento y cultura sobrellevarlo y llevar una vida digna y prestigiosa

## Premios y reconocimientos
- 1968, Premio Bunge y Born a la investigación científica Derecho.[4]
- 1986, Premio Konex de Platino en Humanidades, Derecho Público.[5]